# しまぎり型巡視艇
しまぎり型巡視艇（英語: Shimagiri-class patrol crafts）は、海上保安庁の巡視艇の船級。区分上はPC型、公称船型は23メートル型。

## 設計
本型では、昭和45年度計画で建造されたしきなみ型より一段上の堪航性と高速性の両立を求められたことから、「23メートル型巡視艇建造基本計画検討委員会」が設置されて、関係各所から意見を聴取して基本計画が作成された。この結果、昭和52年度計画で建造された30メートル型PC（むらくも型）がタイプシップとされることになった。没水部船型はディープV型、船質はアルミニウム合金と、いずれもしきなみ型・むらくも型と同様の手法が踏襲されたが、本型では、海保船艇としては初めて全溶接構造が採用された。
主機関としては、V型12気筒のMTU 12V396 TB93ディーゼルエンジン（1,500馬力 / 1,975 rpm）が搭載された。推進器は固定ピッチ・プロペラである。電源は交流220ボルト、出力20 kVAであった。主配電盤には自動化装置が組み込まれている。
なお、3番艇「はやぎり」は、竣工当初は門司海上保安部（第七管区）に配属されていたために13mm単装機銃（ブローニングM2重機関銃）を備えていたが、1993年3月9日に下田海上保安部（第三管区）に配属変更されるのに伴って撤去されている。（なお、「はやぎり」は平成11年12月8日に尾道（第六管区）へ配属替えされている）

## 同型艇
※巡視艇の船名は、随時、改名されることがある。
| 計画年度 | #     | 船名                | 建造所              | 竣工      | 配備先                              | 除籍          |
| -------- | ----- | ------------------- | ------------------- | --------- | ----------------------------------- | ------------- |
| 昭和59年 | PC-83 | しまぎり            | 日立造船 神奈川工場 | 1985年2月 | 広島（第六管区）                    | 2018年1月9日  |
| 昭和59年 | PC-84 | せとぎり → おきなみ | 日立造船 神奈川工場 | 1985年3月 | 今治（第六管区） → 水島（第六管区） | 2018年3月12日 |
| 昭和59年 | PC-85 | はやぎり            | 三菱重工 下関造船所 | 1985年2月 | 尾道（第六管区）                    | 2018年2月19日 |

## 登場作品
『海猿 UMIZARU EVOLUTION』
第1話と第2話に「はやぎり」が登場。三浦半島沖でタンカーが座礁し転覆する海難事故が発生したことを受け、現場海域に急行し救助活動にあたる。